# Lensk
Lensk (russisch Ленск, jakutisch Ленскэй/Lenskej) ist eine Stadt in der Republik Sacha (Jakutien) in Russland. Sie hat 24.966 Einwohner (Stand 14. Oktober 2010).

## Geographie
Lensk liegt am linken Ufer des ostsibirischen Flusses Lena, am Südrand des Lenaplateaus, etwa 800 Kilometer westlich der Republikhauptstadt Jakutsk.
Lensk ist Verwaltungszentrum des gleichnamigen Rajons Lensk.

## Geschichte
Gegründet wurde die Ortschaft von russischen Pelztierjägern 1663 als Muchtukujewskaja an der Stelle einer älteren ewenkischen Siedlung, Muchtui genannt, abgeleitet von den ewenkischen Wörtern für großes Wasser.
Im Rahmen von Berings Zweiter Kamtschatkaexpedition entstand im nun Muchtuja genannten Ort eine Poststation. Im 19. und beginnenden 20. Jahrhundert war Muchtuja politischer Verbannungsort.

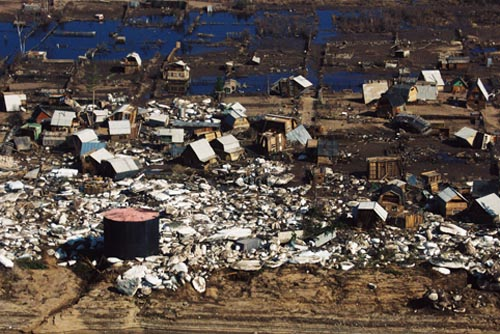
Lensk nach der Flut von 2001

Nachdem in den 1950er Jahren im Einzugsgebiet des Wiljui, des größten linken Nebenflusses der Lena, um die heutige Stadt Mirny Diamantenvorkommen entdeckt worden waren, wurde der Ort als in etwa 250 Kilometer Entfernung nächstgelegener als Basislager für die Erschließung gewählt. Die Umbenennung von Muchtuja in Lensk geschah 1963 anlässlich der Verleihung der Stadtrechte und nimmt Bezug auf die Flussnamen.
Während der Lenaflut im Mai 2001 geriet Lensk für kurze Zeit in das Blickfeld der Weltöffentlichkeit. Infolge des durch einen Eisstau verursachten Hochwassers wurde fast die gesamte Stadt überschwemmt und ein großer Teil der Bebauung zerstört. Nach dem Hochwasser wurde die Stadt wieder aufgebaut.

### Bevölkerungsentwicklung

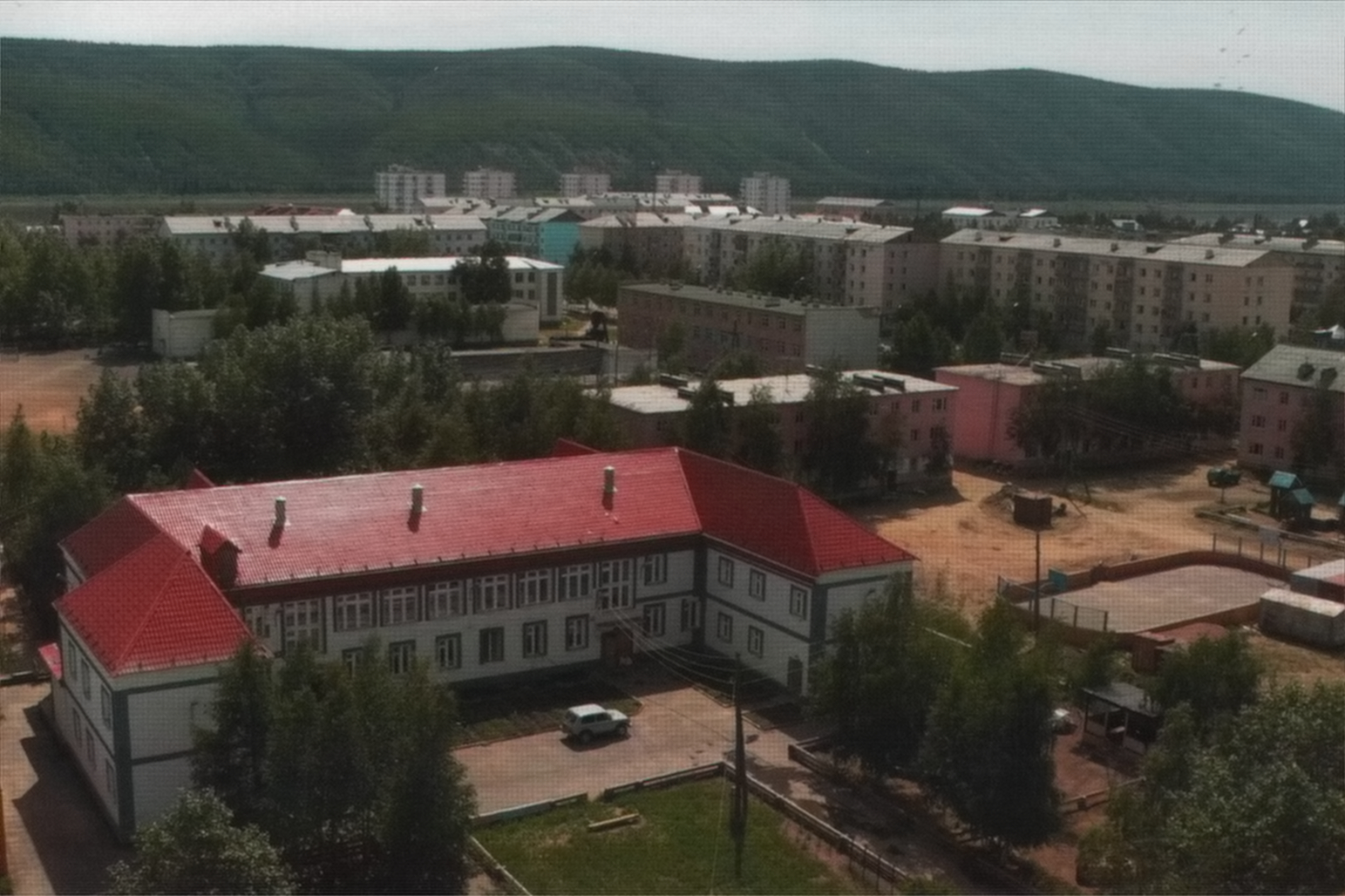
Lensk im Jahr 2007

| Jahr | Einwohner |
| ---- | --------- |
| 1939 | 2.184     |
| 1959 | 7.894     |
| 1970 | 16.758    |
| 1979 | 23.966    |
| 1989 | 30.260    |
| 2002 | 24.558    |
| 2010 | 24.966    |

Anmerkung: Volkszählungsdaten

## Kultur und Sehenswürdigkeiten
Die Stadt besitzt ein Historisches und Heimatmuseum.

## Wirtschaft und Infrastruktur
In Lensk gibt es eine Niederlassung des Diamantenkonzerns Alrosa sowie Betriebe der Forst- und Baumaterialienwirtschaft und der Lebensmittelindustrie.
Die Stadt ist wichtiger Flusshafen an der Lena. Von hier führt eine 750 Kilometer lange feste Straße zu den Diamantenfördergebieten Westjakutiens über Mirny und Tschernyschewski am Damm des Wiljui-Stausees nach Aichal und Udatschny, wobei über Mirny auch Straßenverbindung nach Jakutsk besteht. Eine dem linken Lenaufer flussabwärts folgende Straße endet nach knapp 100 Kilometern bei Njuja.
Lensk besitzt einen Regionalflughafen (ICAO-Code UERL).

## Söhne und Töchter der Stadt
- Wladimir Nasarenko (1934–2006), Physiker[2]